# Pettineo
Pettineo – miejscowość i gmina we Włoszech, w regionie Sycylia, w prowincji Mesyna.
Według danych na rok 2004 gminę zamieszkiwały 1544 osoby, 51,5 os./km².